# Arseniy Yatsenyuk

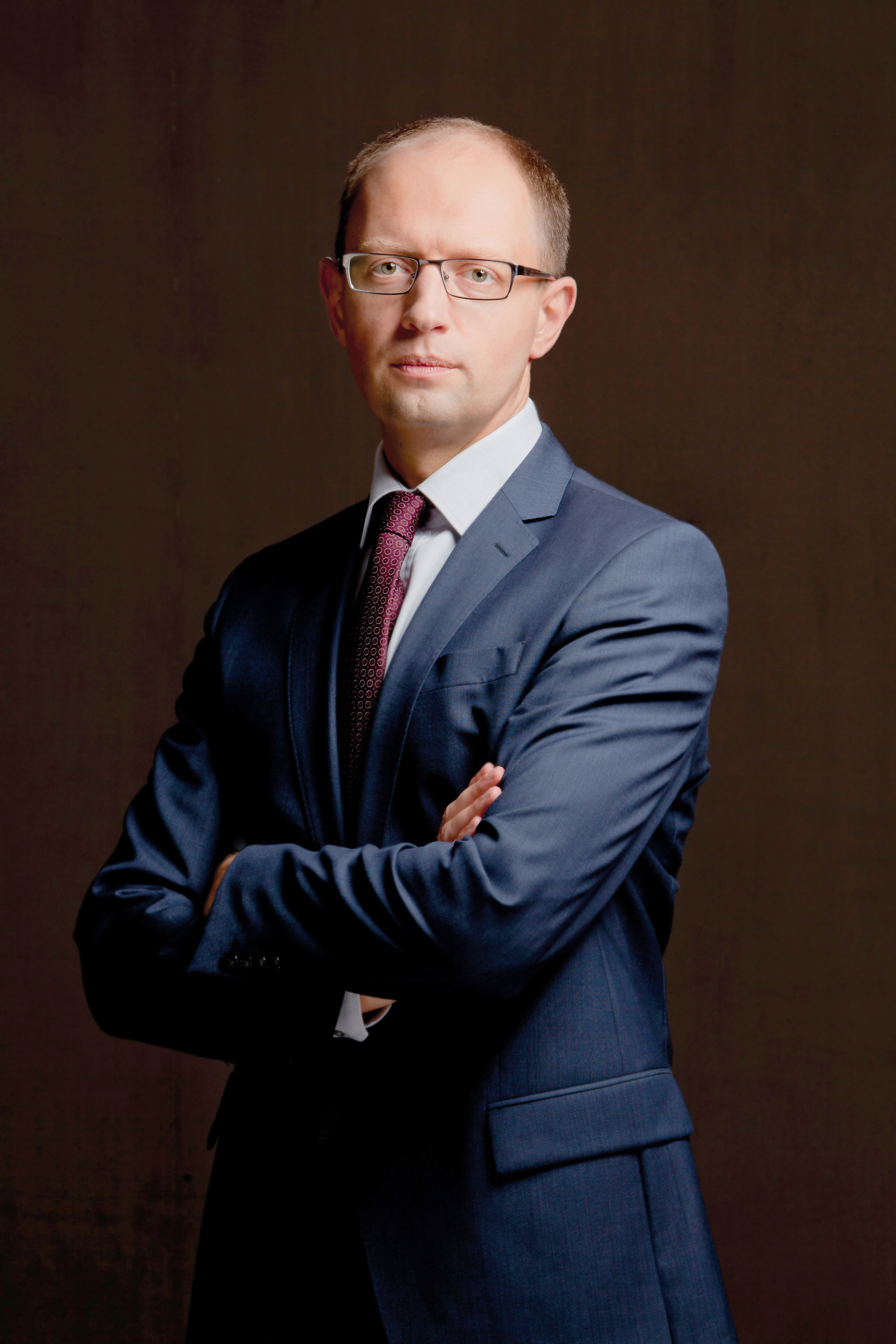
Arsenij Jazenjuk,
em cirílico: Арсеній Яценюк

Arseniy „Arsen“ Petrowytsch Yatsenyuk (em ucraniano: Арсеній Петрович Яценюк, Chernivtsi 22 de maio de 1974) é um advogado, político e economista ucraniano. Foi primeiro-ministro da Ucrânia de 27 de fevereiro de 2014 até à sua renuncia em 10 de abril de 2016.
Entre dezembro de 2007 e setembro de 2008, ele foi presidente do Parlamento ucraniano (Verkhovna Rada). Yatsenyuk é líder do partido Batkivshchina (Батьківщина, "Pátria") e do Bloco Iúlia Timochenko de Iúlia Timochenko no parlamento e atuou como negociador chefe durante os protestos. Com formação em Direito, o ex-ministro de Relações Exteriores da Ucrânia é, assim como  Wladimir Klitschko e Timochenko, pró-União Europeia.
Yatsenyuk, é um ex-banqueiro milionário que já atuou como ministro da Economia e das Finanças antes de Víktor Yanukóvych assumir a Presidência, em 2010. Visto como um reformista tecnocrata, ele parece aprovar o apoio dos Estados Unidos. Yatsenyuk é parlamentar e teve um papel de destaque nas manifestações contra o presidente deposto Viktor Yanukóvich, que fugiu da capital Kiev.